# 2016 SA59
2016 SA59 est un objet transneptunien faisant partie des objets détachés.